# Torsten Rudenschöld
Torsten Rudenschöld, född 30 mars 1798 på Riseberga gods i Edsbergs socken, Örebro län, död 27 maj 1859 i Uppsala, var en svensk greve, militär och pedagog. Han räknas som den svenska folkskolans grundare.

## Biografi

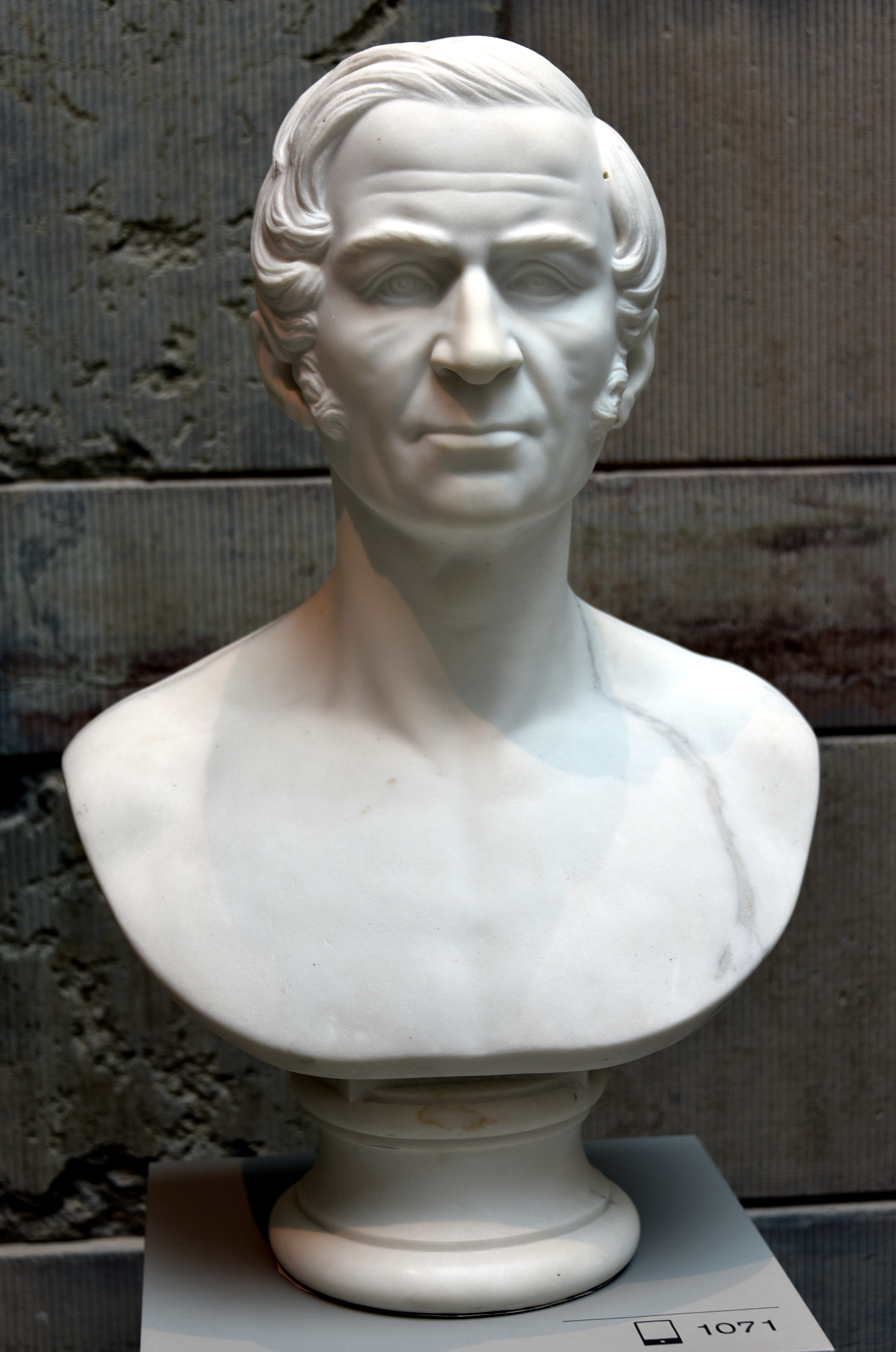
Torsten Rudenschöld. Marmorbyst av Carl Gustaf Qvarnström.

Torsten Rudenschöld var son till överstelöjtnanten greve Thure Gabriel Rudenschöld och Kristina Hedengren samt sonson till greveparet Carl Rudenschöld och Christina Sofia Bielke. Han föddes på Riseberga i Närke, där morfadern var brukspatron, men växte upp på herrgården Gudhammar i norra Västergötland, dit familjen flyttade 1805, och senare på Kroppfjälls gård. Efter juridiska studier vid Uppsala universitet 1811–1816 blev han underlöjtnant vid Skaraborgs regemente, men lämnade 1824 krigstjänsten med kaptens avsked. Rudenschöld var djupt intagen av Manhemsförbundets medlemmar och köpte av den orsaken ett litet hemman i Värmland där förbundets huvudman Carl Jonas Love Almqvist försökte leva ett idylliskt odalmannaliv. Då Rudenschöld flyttade dit hade emellertid åtskilliga av förbundets medlemmar ledsnat och dragit sig tillbaka. Även Rudenschöld lämnade trakten och sysslade en tid med lantbruk i Västergötland. År 1830 blev han förvaltare vid Stjernfors bruk i Värmland, vilket tillhörde Uddeholmsbolaget. Arbetarnas villkor väckte hans medkänsla och han ville åstadkomma förbättringar för dem. Men då han därvidlag inte fick gensvar hos bolaget lämnade han sin befattning och flyttade till grannskapet av Läckö kungsgård, som innehades av hans äldre bror Carl Rudenschöld. 
På Läckö öppnade han en skola för några vänners och släktingars barn. Av ekonomiska skäl måste han dock under en period ägna sig åt lantbruk men återvände utblottad till Läckö. Den folkskola som Rudenschöld öppnade våren 1846 på riddarsalen i Läckö gamla slott blev snart så populär att sockenstämman beslutade att utvidga den med så kallade roteskolor för hela socknen. Tre dagar i veckan verkade Rudenschöld som ambulerande folkskollärare helt utan lön. Först efter flera år fick han ett litet statsunderstöd.
Vid denna tid utgav han också de berömda skrifterna Tankar om ståndscirkulation (1845) och Tankar om ståndscirkulationens verkställighet (1846). Här argumenterade han mot att det skulle ligga något nedsättande i att en herremans son blev kroppsarbetare. Om en herreman också har ett dussin söner, skrev Rudenschöld, så tar han för avgjort att alla tolv ska bli herrar, kosta vad det kosta vill, fast Försynen inte ämnat mer än några få av dem därtill. Låt dem, manade Rudenschöld, bli duktiga, arbetare i stället för onyttiga och till och med skadliga herremän. Ståndscirkulation skulle enligt  Rudenschöld motverka problemet med den växande överbefolkningen inom herremansklassen. Den hänvisade var och en till det stånd som han var lämpad för, men huvudsyftet var att kristet förbrödra segregerade sociala skikt i samhället. Rudenschöld skilde ståndscirkulationen från ståndsnivellering, som vore "ett naturvidrigt utjemnande af de höjder och dalar, som skaparen anlagt och förordnat".
För att ståndscirkulationen skulle genomföras krävdes dock en stark brytning med gamla fördomar och föråldrade föreställningar. Åsikterna om människovärde och lycka måste enligt Rudenschöld förändras på grundval av en kristen världsåskådning. Kroppsarbete borde också ingå som en väsentlig beståndsdel i all undervisning. Rudenschöld menade "att skolans allmänt menskliga underlag vore gemensamt för nationens barn af alla samhällsklasser" och därför måste skolan reformeras. Därigenom leddes Rudenschöld in på folkundervisningen. Han ville i varje församling ha en överskola och ett nödvändigt antal roteskolor med fasta lärare. Efter att ha förestått folkskolan på Läckö utvidgade han 1849, med statsanslag, sin pedagogiska verksamhet till hela Otterstads socken. Med tiden vann han ett sådant anseende att många socknar tog honom till råds när de skulle inrätta folkskolor. Har fick anslag av riksdagen till resor och blev alltså ett slags riksinspektör för Sveriges folkskolor. Rudenschöld drog också upp grundritningen för skolväsende med en indelning i småskolor, folkskolor och högre folkskolor. Syftet var göra folkskolan till bottenskola för hela Sverige. En bundsförvant hade han i ecklesiastikministern Fredrik Ferdinand Carlson, som vid folkskolereformen tog fasta på flera av Rudenschölds grundsatser. 1853 tilldelade ständerna honom ett anslag för resor för att främja folkundervisningen i landet. Han hjälpte många socknar att inrätta folkskolor och fortsatte med sin livsgärning även sedan han fått besked om att han led av fullt utvecklad tuberkulos.
Rudenschöld publicerade också Tankar om vår tids samhällsfrågor, tillägnad Skaraborgs läns hushållningssällskap (1848) och Svenska folkskolans praktiska ordnande (1856). 1942 utgav Postverket två frimärken för att uppmärksamma 100 års-minnet av folkskolan. På frimärkena är Rudenschöld avbildad tillsammans med riksdagsmannen Nils Månsson i Skumparp.
Rudenschöld var gift med sin kusin Kristina Charlotta af Geijerstam, vars mor var en Hedengren. Makarnas dotter gifte sig med Sven Adolf Hedlund. Av tre söner dog en späd, en utvandrade till Amerika och en blev stationsinspektor. Rudenschöld avled i Uppsala 1859 och ligger begravd på Uppsala gamla kyrkogård.